# 休平陵
休平陵是中国东晋第十任皇帝晋安帝司马德宗的陵墓。
晋安帝在义熙十四年（418年）十二月十七驾崩。次年正月廿九，葬于休平陵。晋安帝与安僖王皇后共葬。休平陵在今江苏省南京市东紫金山西南麓。紫金山附近晋陵有晋康帝崇平陵、晋简文帝高平陵、晋孝武帝隆平陵、晋安帝休平陵、晋恭帝冲平陵。现在具体位置不详，有待发掘。